# Monumento naturale regionale di Pietra Pendula
Il monumento naturale regionale di Pietra Pendula è un masso erratico che si trova nel territorio comunale di Torno in provincia di Como.
Il masso venne descritto nel 1880 dal testo Geologia d'Italia di Giuseppe Mercalli come masso informe, che posa in equilibrio, a mo' di ombrello, sulla punta acuta di uno scoglio.

## Voci correlate

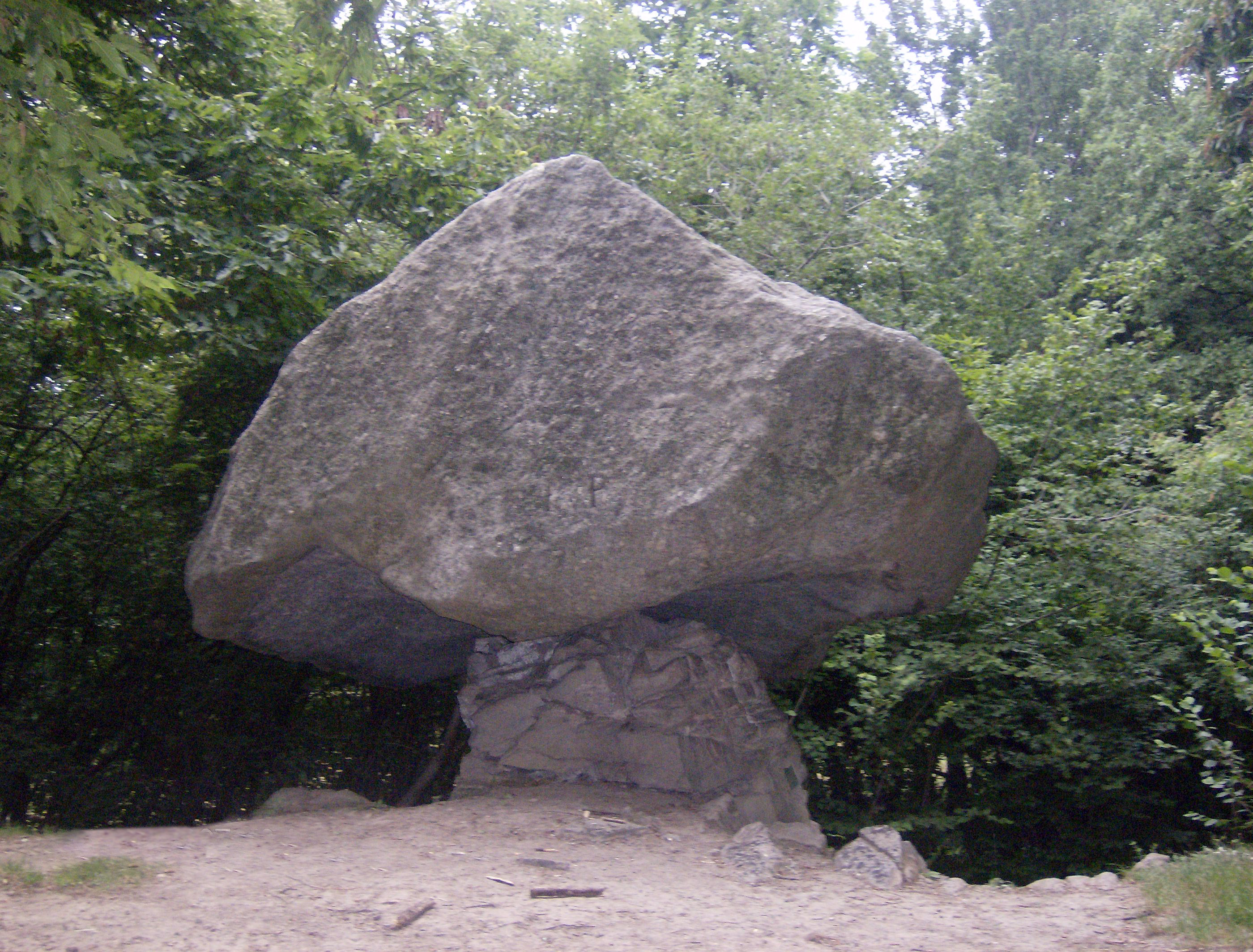
La Pietra Pendula.